# سینتیا پرستون
سینتیا پرستون (انگلیسی: Cynthia Preston؛ زادهٔ ۱۸ مهٔ ۱۹۶۸) یک هنرپیشه اهل کانادا است. وی از سال ۱۹۸۶ میلادی تاکنون مشغول فعالیت بوده‌است.
او در فیلم به نظر می‌رسد می‌تواند بکشد بازی کرده است.